# X Games de Invierno Aspen 2007
La XI edición de los X Games de Invierno se celebró en Aspen (Estados Unidos) entre el 25 y el 28 de enero de 2007 bajo la organización de la empresa de televisión ESPN.
Se disputaron pruebas de esquí acrobático y snowboard.

## Medallistas de esquí acrobático

### Masculino
| Evento         | Oro                          | Plata                       | Bronce                       |
| -------------- | ---------------------------- | --------------------------- | ---------------------------- |
| Campo a través | Casey Puckett Estados Unidos | Jake Fiala Estados Unidos   | Enak Gavaggio Francia        |
| Slopestyle     | Candide Thovex Francia       | Sam Carlson Estados Unidos  | Colby West Estados Unidos    |
| Superpipe      | Tanner Hall Estados Unidos   | Simon Dumont Estados Unidos | Peter Olenick Estados Unidos |

### Femenino
| Evento         | Oro                   | Plata                     | Bronce                        |
| -------------- | --------------------- | ------------------------- | ----------------------------- |
| Campo a través | Ophélie David Francia | Valentine Scuotto Francia | Méryll Boulangeat Francia     |
| Superpipe      | Sarah Burke · Canadá  | Grete Eliassen · Noruega  | Jennifer Hudak Estados Unidos |

## Medallistas de snowboard

### Masculino
| Evento         | Oro                          | Plata                      | Bronce                       |
| -------------- | ---------------------------- | -------------------------- | ---------------------------- |
| Campo a través | Nate Holland Estados Unidos  | Xavier de Le Rue Francia   | Seth Wescott Estados Unidos  |
| Best trick     | Andreas Wiig · Noruega       | Travis Rice Estados Unidos | Antti Autti · Finlandia      |
| Slopestyle     | Andreas Wiig · Noruega       | Jussi Oksanen · Finlandia  | Shaun White Estados Unidos   |
| Superpipe      | Steven Fisher Estados Unidos | Shaun White Estados Unidos | Mason Aguirre Estados Unidos |

### Femenino
| Evento         | Oro                            | Plata                             | Bronce                          |
| -------------- | ------------------------------ | --------------------------------- | ------------------------------- |
| Campo a través | Joanie Anderson Estados Unidos | Lindsey Jacobellis Estados Unidos | Maëlle Ricker · Canadá          |
| Slopestyle     | Jamie Anderson Estados Unidos  | Hana Beaman Estados Unidos        | Chanelle Sladics Estados Unidos |
| Superpipe      | Torah Bright Australia         | Gretchen Bleiler Estados Unidos   | Elena Hight Estados Unidos      |